# Numedalslågen
Numedalslågen er med sine 352 km en af Norges længste elve. Elven har har sit udspring på Hardangervidda og løber derfra gennem Sæterdalen til Dagali og videre nedover Numedal til Kongsberg og derfra ned til Larvik, hvor elven munder ud i havet. 
Elven blev tidligere brugt til tømmerflådning , og nu er der ved den øvre del flere vandkraftværker. Strækningen fra havet op til Hvittingfoss er noget af Norges bedste lakse- og ørredfiskevand.
59°02′15″N 10°03′20″Ø / 59.0375°N 10.0556°Ø